# オトコのコ オンナのコ (アルバム)
『オトコのコ オンナのコ』は、小泉今日子の19作目のスタジオ・アルバム。1996年11月21日にビクター音楽産業から発売された。小泉自身が初めて全曲の作詞を手掛けたアルバムで、サウンド・プロデュースおよび全編曲と大半の作曲を菅野よう子が担当している。

## 概要
オリジナル・アルバムとしては前作『TRAVEL ROCK』以来3年ぶりのリリースとなった。初回盤は三方背BOX仕様となっており、ジャケットには全て英語でアーティスト名を ″KYON KYON″、タイトルは『otokonoko onnanoko』と表記されている。
1980年代後半から小泉とディレクター田村充義との間では、「今度は誰とアルバム作ろうか？」という会話が交わされることが多くなっていた。その中である日、田村がかねがね注目していた音楽家である菅野よう子の名前が挙がり、音源を聴いた小泉もこの案に同意し本作への起用へとつながった。田村は後日、「菅野さんは色々な作風を持っていてアイディアも豊富で曲を作るのも速く、制作はスムーズに進んでレコーディングの現場も楽しかった。小泉さんとの相性もバッチリだったと思います。」と振り返っている。作曲には菅野のほか、GO-BANG'Sの森若香織、マレフィスの鴨志田琢と北上リュンヌ、奥田民生らが起用された。
アルバムと同タイトルの「オトコのコ オンナのコ」は、本作の完成後にTBS系深夜の音楽番組「COUNT DOWN TV」のオープニング・テーマにタイアップが決まり、アルバムとは異なるアレンジが施され、「僕の部屋の窓」とのカップリングでシングルカットされた。
1996年は、″小室ファミリー″ や ″ビーイング系″ といったジャンルのJ-POPがヒットチャートを賑わしていたが、その一方で ″渋谷系″ と呼ばれる音楽がブームとなっていたこともあり、本作では渋谷系寄りの流行のサウンドを取り入れつつ自由な作風によって制作されている。
M-7「ポマード」は詞が付いておらず、コーラスと演奏のみの曲。M-9「インタビュー」には、演奏に乗せて小泉が詞を呟くポエトリーリーディングが取り入れられている。M-12「深い緑のベルベット」は日本テレビ系列のニュース番組「NNNきょうの出来事」のエンディング・テーマとして使用された。
M-4「for my life」は、1999年8月にアレンジを変えてシングルカットされた。

## 収録曲
| 全作詞: 小泉今日子（M-7を除く。M-11は菅野よう子との共作詞）、全編曲: 菅野よう子。 |                                                 |                                                     |                        |      |
| #                                                                                 | タイトル                                        | 作詞                                                | 作曲                   | 時間 |
| 1.                                                                                | 「赤い金魚」                                    | 小泉今日子（M-7を除く。M-11は菅野よう子との共作詞） | 菅野よう子             | 5:10 |
| 2.                                                                                | 「サボテン」                                    | 小泉今日子（M-7を除く。M-11は菅野よう子との共作詞） | 森若香織               | 5:11 |
| 3.                                                                                | 「Dream Recorder」                              | 小泉今日子（M-7を除く。M-11は菅野よう子との共作詞） | 菅野よう子             | 3:11 |
| 4.                                                                                | 「For My Life」                                 | 小泉今日子（M-7を除く。M-11は菅野よう子との共作詞） | 菅野よう子             | 4:01 |
| 5.                                                                                | 「部屋に帰ろう ～When I die」                   | 小泉今日子（M-7を除く。M-11は菅野よう子との共作詞） | 菅野よう子             | 7:12 |
| 6.                                                                                | 「オトコのコ オンナのコ」(ちょっとオイシイEdit) | 小泉今日子（M-7を除く。M-11は菅野よう子との共作詞） | 奥田民生               | 4:55 |
| 7.                                                                                | 「ポマード」                                    | 小泉今日子（M-7を除く。M-11は菅野よう子との共作詞） | 菅野よう子             | 1:24 |
| 8.                                                                                | 「壊れたギター」                                | 小泉今日子（M-7を除く。M-11は菅野よう子との共作詞） | 鴨志田琢・北上リュンヌ | 3:38 |
| 9.                                                                                | 「インタビュー」                                | 小泉今日子（M-7を除く。M-11は菅野よう子との共作詞） | Samply Red             | 4:49 |
| 10.                                                                               | 「僕の部屋の窓」                                | 小泉今日子（M-7を除く。M-11は菅野よう子との共作詞） | 菅野よう子             | 4:33 |
| 11.                                                                               | 「大事な気持ち」                                | 小泉今日子（M-7を除く。M-11は菅野よう子との共作詞） | 菅野よう子             | 4:11 |
| 12.                                                                               | 「深い緑のベルベット」                          | 小泉今日子（M-7を除く。M-11は菅野よう子との共作詞） | 菅野よう子             | 5:48 |
| 合計時間:                                                                         | 合計時間:                                       | 合計時間:                                           | 54:03                  |      |

## 参加ミュージシャン
| 赤い金魚 - Keyboard, Piano：菅野よう子 - Synthesizer programming：浦田恵司 - Bass：キタダマキ - E. Sitar：古川昌義 - E. Guitar solo：藤井謙二 - A. Guitar & E. Guitar：保刈久明 - Chorus：小泉今日子 - Rhythm tracks：Samply Red サボテン - Keyboard & Accordion：菅野よう子 - Drums & Percussion：Yoshié - Bass：渡辺等 - A. Guitar：EBBY - Trumpet：西村浩二 - Sax：山本拓夫 - Trombone：村田陽一 - Chorus：小泉今日子 Dream Recorder - Keyboard：菅野よう子 - Synthesizer programming：浦田恵司 - Chorus：小泉今日子 For My Life - Keyboard, Piano：菅野よう子 - Synthesizer programming：浦田恵司 - Drums：Yoshié - Bass：キタダマキ - A. Guitar：EBBY - Percussion：三沢またろう - Chorus：寺本りえ子・小泉今日子 - B.Sax：山本拓夫 - Strings：後藤勇一郎ストリングス 部屋に帰ろう ～When I die - Keyboard, Piano：菅野よう子 - Synthesizer programming：浦田恵司 - Drums：れいち - Bass：キタダマキ - Percussion：ASA-CHANG - E. Guitar & A. Guitar：藤井謙二 - Trumpet：小林正弘 - Chorus：寺本りえ子・古川昌義・小泉今日子 - Strings：後藤勇一郎ストリングス オトコのコ オンナのコ - Piano：菅野よう子 - Drums：古田たかし - Bass：キタダマキ - A. Guitar：白井良明 - Electric Violin：金子飛鳥 - Strings：後藤勇一郎ストリングス - Chorus：草彅剛・小泉今日子 | ポマード - Keyboard：菅野よう子 - Synthesizer programming：浦田恵司 - Wood Bass：渡辺等 - Percussion：ASA-CHANG - Alto Sax：淵野繁雄 - Tenor & Barytone Sax：宮本大路 - Trumpet：西村浩二 - Trombone：村田陽一 - Strings：後藤勇一郎ストリングス - Flute：赤木りえ - Chorus：小泉今日子・古川昌義 - Rhythm tracks：Samply Red 壊れたギター - Keyboard：菅野よう子 - Synthesizer programming：浦田恵司 - Wood Bass：渡辺等 - A. Guitar：古川昌義 - Clarinet：林利江子・品川政治 - Flute：高桑英世 - Fagotto：菅原恵子 - E. Guitar：白井良明 - Chorus：小泉今日子 インタビュー - Keyboard：菅野よう子 - Synthesizer programming：浦田恵司 - Rhythm tracks：Samply Red - Interviewer：米山ともみ 僕の部屋の窓 - Keyboard, Piano：菅野よう子 - Synthesizer programming：浦田恵司 - A. Guitar：EBBY - T. Sax：菊地成孔 - Chorus：寺本りえ子 大事な気持ち - Piano：菅野よう子 - Strings：後藤勇一郎ストリングス - Chorus：小泉今日子 深い緑のベルベット - Keyboard, Piano：菅野よう子 - Synthesizer programming：浦田恵司 - Drums：れいち - Bass：渡辺等 - Guitar：今堀恒雄 - Percussion tracks：溝口肇 - Chorus：小泉今日子 |

## 参考資料
- 松永良平:著『コイズミクロニクル〜コンプリートシングルベスト 1982-2017〜 初回特典「コイズミシングル～小泉今日子と50のシングル物語」』ビクターエンタテインメント、2017年5月17日。